# ELG E-Learning Group
Die ELG E-Learning Group ist eine international agierende Bildungsgruppe mit Sitz in Wien. Sie ist die Betreibergesellschaft der Deutschen Hochschule für angewandte Wissenschaften (DHAW, kurz auch: Deutsche Hochschule), einer staatlich anerkannten privaten Hochschule für angewandte Wissenschaften mit Sitz in Potsdam. Darüber hinaus hält die E-Learning Group eine Beteiligung an der Brand University of Applied Sciences, einer ebenfalls staatlich anerkannten privaten Hochschule für angewandte Wissenschaften (Sitz in Hamburg).
In Kooperation mit der Fachhochschule des BFI Wien sowie mit der Ferdinand Porsche FERNFH bietet die E-Learning Group mehrere postgraduale MBA Hochschullehrgänge an. Darüber hinaus bietet die E-Learning Group diverse Diplomlehrgänge und Mikro-Zertifikate an. Die E-Learning Group ist als Erwachsenenbildungsorganisation durch das Ö-Cert zertifiziert.

## Geschichte
Die E-Learning Group wurde 2012 in gegründet. Die Tätigkeitsfelder des Unternehmens umfassen Unternehmensberatung, Coaching und Training, spezialisiert auf das Thema Fernstudium und E-Learning. 2013 wurden die ersten Weiterbildungen angeboten. Per August 2025 umfasst das Studien- und Weiterbildungsangebot der Bildungsgruppe mehr als 150 Programme, die  in den Bereichen Management, Leadership, Digitalisierung, Informatik, Nachhaltigkeit, Strategie, Innovation, Personalmanagement, Steuerwesen, Finance, Marketing, Medien und Wirtschaftspsychologie mehrheitlich als Fernstudium ohne Präsenz angeboten werden.

## Studienangebot
In Kooperation mit der Fachhochschule des BFI Wien bietet die E-Learning Group folgende Hochschullehrgänge als Fernstudium in berufsbegleitender Form an:
Master of Business Administration (MBA)
- MBA Digital Marketing und Data Management
- MBA Digitale Transformation und Künstliche Intelligenz
- MBA Gesundheitsmanagement und Digital Health
- MBA General Management (60 ECTS)
- MBA General Management mit folgenden Vertiefungen:
  - Business Management
  - Controlling und Unternehmenssteuerung
  - Human Resource Management
  - Leadership und Change Management
  - Nachhaltigkeitsmanagement
  - Projekt- und Prozessmanagement
  - Strategisches Management
  - Supply Chain Management
  - Wirtschaftspsychologie

In Kooperation mit der Ferdinand Porsche FERNFH bietet die E-Learning Group folgende Hochschullehrgänge als Fernstudium in berufsbegleitender Form an:
- Master of Business Administration (MBA)
  - MBA Sales Management